# Görbeháza
Görbeháza är en ort i Ungern.   Den ligger i provinsen Hajdú-Bihar, i den nordöstra delen av landet, 170 km öster om huvudstaden Budapest. Görbeháza ligger 89 meter över havet och antalet invånare är 2 626.
Terrängen runt Görbeháza är mycket platt. Runt Görbeháza är det ganska tätbefolkat, med 83 invånare per kvadratkilometer. Närmaste större samhälle är Polgár, 9,4 km väster om Görbeháza. Trakten runt Görbeháza består till största delen av jordbruksmark.